# カペーロス
カペーロス（ギリシア語: καπέλος, ラテン文字表記：kapelos）は、古代ギリシア領域に存在した小売人。現在の小売商に近い。共同体内の市場であるアゴラで主に食物を扱った。紀元前6世紀の中頃まで、ハリカルナッソスでは、カペーロスは女性の職業だった。カペーロスと異なり共同体の外で交易を行う人々は、エンポロスと呼ばれた。
プラトンの『国家』では、カペーロスについて、アゴラに居住し売買をして奉仕するものと定義されている。また、アリストパネスの喜劇『アカルナイの人々』の主人公もカペーロスをモデルにしているという説がある。

## 関連文献
- 前沢伸行 著「古代ギリシアの商業と国家」、樺山紘一, 他 編『岩波講座 世界歴史15 商人と市場』岩波書店、1999年。